# Alan Holder
Alan Holder (10 tháng 12 năm 1931 – tháng 6 năm 2013) là một cầu thủ bóng đá từng thi đấu ở vị trí wing half tại Football League cho Nottingham Forest, Lincoln City và Tranmere Rovers.